# 海地科藝復興大學
海地科藝復興大學（英語：Renaissance University of Haiti, 縮寫URH-ISAG），是美洲海地的一所研究型大學。
海地科藝復興大學 (URH-ISAG) 是獲得國家教育與職業培訓部(MENFP)認可的大學，並在該著名大學成立後不久成為海地大學校長和校長會議 (CORPUHA) 的成員。
此外，該大學還與多所外國大學建立了合作夥伴關係，包括：加拿大蒙特利爾大學、法國雷恩第二大學、巴西朗多尼亞聯邦大學、古巴聖斯皮里圖何塞·馬蒂·佩雷斯大學等，並主辦聯合國教科文組織「教育與健康」主題會議。
該校以科學和藝術培養學生，研究人員和技術人員進行科學、技術、文學、藝術和一般文化知識的發展和傳播。該校透過其使命和願景，旨在透過提供優質和現代化的高等教育為海地的經濟和社會發展做出貢獻。

## 歷史
該校創立於1991年9月，同年在海地政府通過法案獲得大學地位，並在該國國家教育與職業培訓部(MENFP)（Ministère de l'éducation Nationale et de la Formation Professionnelle）的批准及認可，授權頒發學位至今。
自2023年6月起，URH-ISAG 已成為法語國家大學機構 AUF 的成員。
URH-ISAG 已被列入聯合國教科文組織 IAU/WHED 國際名錄。

## 分校
該大學在全國擁有多個分校，包括和平港、戈納伊夫、聖馬克、凱斯和熱雷米。 
麥迪遜國際商學院（Madison International Institute & Business School）是大學的國際學術機構，負責促進國際間學術合作和研究。它的目的是組織研究和教學活動，幫助學生在最廣泛的意義上從事國際管理領域的工作。
2022年12月，該學院加入聯合國高等教育永續發展倡議（HESI）網路。 2024 年，該學院加入歐洲 ERASMUS+ 網絡，是歐盟在1987年成立的一个學生交換項目。

## 學院
學術學院（Faculty）方面，該校目前成員為：行政和經濟科學學院、教育科學學院、電腦科學學院、建築及工程學院、法學院、公共衛生學院、人文科學學院、神學學院等多個學院。除了學術學院外，該校還設有一所研究學院，提供多項修課式及研究式碩士及博士課程。